# Ilse Löb
Ilse Löb (* 5. Juli 1932 in Frankfurt am Main) ist eine deutsche Politikerin (CSU).
Löb war als Hausfrau tätig und wohnte in Königsbrunn. Sie gehörte von Juni bis Oktober 1978 dem Bayerischen Landtag an, als Nachrückerin für den ausgeschiedenen Anton Dietrich.